# Vodița, Varna
Vodița (în bulgară Водица) este un sat în comuna Aksakovo, regiunea Varna,  Bulgaria. 

## Demografie
Componența etnică a satului Vodița
     Turci (1,95%)
     Bulgari (97,56%)
     Nicio identificare (0,48%)
     Altele (0%)
La recensământul din 2011, populația satului Vodița era de 205 locuitori. Din punct de vedere etnic, majoritatea locuitorilor (97,56%) erau bulgari, cu o minoritate de turci (1,95%). Pentru 0,48% din locuitori nu este cunoscută apartenența etnică.